# Wilhelm Zaisser
Wilhelm Zaisser, född 20 juni 1893 i Rotthausen utanför Gelsenkirchen, död 3 mars 1958 i Berlin, var en tysk militär, lärare och partifunktionär i Tysklands kommunistiska parti och Sovjetunionens kommunistiska parti, samt chef för Stasi 1950-1953.
Zaisser gick som tysk officer över till de ryska trupperna i Ukraina 1917. Under mellankrigstiden var han verksam som hemlig organisatör i Rhenlandet och Ruhr samt användes som inspektör av kommunistorganisationer på olika håll i världen. I spanska inbördeskriget var Zaisser under namnet general Gómez chef för den internationella brigaden. Under andra världskriget var Zaisser verksam i Moskva, bland annat med politisk omskolning av tyska krigsfångar. Han dök upp i Östtyskland 1947 och blev 1949 utbildningschef för folkpolisens militära formationer. 
I samband med grundandet av Stasi i februari 1950 blev Wilhelm Zaisser chef och Erich Mielke hans ställföreträdare med rang av statssekreterare. Efter Folkupproret i Östtyskland 17 juni 1953 och ett misslyckat kuppförsök mot Walter Ulbricht avsattes Zaisser och Ernst Wollweber blev ny Stasi-chef.